# Heavy Rotation
Heavy Rotation é o quarto álbum de estúdio da cantora pop norte-americana Anastacia, é seu primeiro álbum de estúdio a mais de quatro anos, o seu último álbum de estúdio foi Anastacia de 2004. Segundo Anastacia, o título do álbum tem um profundo significado para ela, referindo-se ao fato de que a vida gira e você obtém através do "Difícil" as coisas.

## História
A cantora explicou o significado do título da seguinte forma:
| “ | "Eu coloquei "Heavy Rotation" por que é uma frase que se originou com DJs, e também para mim o significado é "a vida pode ser dificíl" mas tudo gira em volta e vai para uma outra coisa. Parecia ser o título perfeito para onde eu estava em minha vida. | ” |

O álbum foi lançado em 24 de outubro até 28 de outubro de 2008 2008 na Europa e em 27 de outubro de 2008 na Austrália, Ásia e Nova Zelândia, Com o resto do mundo a seguir em 2009. O primeiro single "I Can Feel You" e o título do álbum foi confirmado no website oficial da Anastacia.
Anastacia, falou sobre quanto tempo levou para gravar, escrever e produzir todo o álbum:
| “ | "Acho que ele é provavelmente um dos mais rápidos já registrados. Não sei porquê, mas as coisas nunca são fáceis para mim, eu não tenho que ter câncer, enquanto fazendo um álbum eu só tenho dois dias para fazê-lo. Eu assinei um novo recorde em abril, por ter o álbum já pronto, só com treze músicas. O álbum todo foi escrito, produzido e gravado em tempo super rápido. Se dependesse de mim eu adorava ter começado a escrever no ano passado. | ” |

| “ | Tem sido esse um rápido álbum, eu não tinha ideia de que eu ia soar como, o que eu ia dizer. Eu achei que haveria umas músicas de amor, mas eu não percebi que a maior parte do álbum ia ser tão feliz como é, mesmo as canções que eu não escrevi sozinha, todas as músicas são positivas. Não tem músicas como "Left Outside Alone" e "I'm Outta Love" mais tem músicas como "I Can Feel You" e "Heavy Rotation". | ” |

| “ | As músicas são bem diferentes do álbum Anastacia, este álbum é mais sentimental, eu me sinto como se eu tiver de sair do outro lado de tudo agora e encontrar uma verdadeira paz. Eu percebi que a vida não tem de ser controlada por mim, em todos os sentidos, e isso tem sido divertido, deixar ir, eu não percebi que eu estava sendo tão perfeccionista. | ” |

Heavy Rotation será o primeiro álbum em sua nova gravadora The Island Def Jam / Mercury desda sua saída da Epic / Daylight. Ela disse que o álbum teria de sair mais cedo, mas foi adiado por causa das negociações com as gravadoras.

## Informações do álbum
Em 7 de Outubro de 2008, foram publicadas três músicas na página oficial do MySpaceda Anastacia, "Absolutely Positively", "Defeated" e "Heavy Rotation"
A Europa teve uma edição contendo 12 músicas, o primeiro single para a América do Norte poderia ser diferente de "I Can Feel You", em algumas partes do mundo "Beautiful Messed Up World" é considerada como uma faixa bónus. Anastacia disse em uma entrevista com o fã clube da Áustria que a sua canção favorita do álbum é "Heavy Rotation".
Em 21 de outubro de 2008 Anastacia havia colocado em um site afirmando o seguinte sobre Heavy Rotation:
| “ | Heavy Rotation tem uma vibração muito diferente, é o primeiro álbum feliz que eu já fiz, sinceramente, nunca sabia que eu poderia escrever tantas músicas ótimista. Eu acho que mostra a minha visão sobre a vida agora. | ” |

Anastacia também descreveu a música "Heavy Rotation" via Webchat:
| “ | … é muito louca e muito animada, estou muito satisfeita com ela. Eu não esculto as minhas próprias músicas só quando eu estou no palco. | ” |

| “ | Eu diria que isto é um álbum suave, um pedaço de mim, um suave lado de mim, ainda mais um lado feminino. Eu sou como o vinho. Trata-se de tomar um tempo, mas a minha reserva é bastante popular agora mesmo! Estou realmente feliz por dentro, e eu acho que isso é refletido nas minhas novas músicas. É muito emocionante, para mim ter uma nova chance, novas oportunidades… | ” |

Todas as músicas do álbum, foram lançadas no site alemão da Anastacia em 17 de outubro.

## Singles
- "I Can Feel You" foi escolhido como o primeiro single do álbum Heavy Rotation e foi lançado em Outubro de 2008, com música e vídeo dirigido por Chris Applebaum.
- O segundo single "Absolutely Positively" tinha sido confirmado por Anastacia no programa de televisão "This Morning" Segunda-feira, 3 de novembro. O vídeo foi filmado em Londres, e dirigida por Nigel Dick, que também dirigiu vídeos para as músicas "I'm Outta Love" e "Cowboys & Kisses".
- O terceiro single foi anunciado como "Defeated" e foi lançado em março como promocional apenas. Um vídeo será filmado usando as imagens ao vivo da sua turnê Heavy Rotation Tour de 2009.

## Faixas
| #                      | Canção                                     | Compositor(es)                                                                             | Produtor(es)                                                            | Duração |
| ---------------------- | ------------------------------------------ | ------------------------------------------------------------------------------------------ | ----------------------------------------------------------------------- | ------- |
| 1.                     | "I Can Feel You"                           | Chuck Harmony, Shaffer 'Ne-Yo' Smith                                                       | Chuck Harmony                                                           | 3:49    |
| 2.                     | "The Way I See It"                         | Anastacia, Jack Kugell, Jamie Jones, Jason Pennock, Andrew Frampton, Dmyreo 'Reo' Mitchell | The Heavyweights, Andrew Frampton, Dmyreo 'Reo' Mitchell, Lester Mendez | 3:29    |
| 3.                     | "Absolutely Positively"                    | Chuck Harmony, Shaffer 'Ne-Yo' Smith                                                       | Chuck Harmony                                                           | 4:21    |
| 4.                     | "Defeated"                                 | Anastacia, Jonathan ‘JR’ Rotem, Damon Sharpe                                               | Jonathan ‘JR’ Rotem                                                     | 3:55    |
| 5.                     | "In Summer"                                | Anastacia, Guy Chambers, Rico Love                                                         | Chuck Harmony                                                           | 4:05    |
| 6.                     | "Heavy Rotation"                           | Rodney ‘Darckchild’ Jerkins, Frankie Storm                                                 | Rodney ‘Darckchild’ Jerkins                                             | 3:25    |
| 7.                     | "Same Song"                                | Anastacia, Guy Chambers                                                                    | Lester Mendez                                                           | 3:56    |
| 8.                     | "I Call It Love"                           | Anastacia, Jack Kugell, Jamie Jones, Jason Pennock, Andrew Frampton                        | The Heavyweights, Andrew Frampton, Dmyreo 'Reo' Mitchell                | 3:38    |
| 9.                     | "All Fall Down"                            | Anastacia, Guy Chambers                                                                    | Lester Mendez                                                           | 3:07    |
| 10.                    | "Never Gonna Love Again"                   | Anastacia, Guy Chambers                                                                    | Chuck Harmony                                                           | 3:33    |
| 11.                    | "You'll Be Fine"                           | Anastacia, Lester Mendez, Damon Sharpe                                                     | Lester Mendez                                                           | 3:39    |
| 12.                    | "Beautiful Messed Up World" (Faixas Bónus) | Anastacia, Jack Kugell, Jamie Jones, Jason Pennock, Andrew Frampton, Dmyreo 'Reo' Mitchell | The Heavyweights                                                        | 3:09    |
| iTunes Store Exclusivo |                                            |                                                                                            |                                                                         |         |
| *                      | "Naughty"                                  | Anastacia, Lester Mendez, Damon Sharpe                                                     | Lester Mendez                                                           | 3:33    |

## Outras edições

### Estados Unidos (Edição Digital)
1. "Beautiful Messed Up World" - 3:09
2. "The Way I See It" - 3:29
3. "Defeated" - 3:55
4. "In Summer" - 4:05
5. "Heavy Rotation" - 3:25
6. "Absolutely Positively" - 4:21
7. "Same Song" - 3:56
8. "You'll Be Fine" - 3:39
9. "I Can Feel You" - 3:49
10. "I Call It Love" - 3:38
11. "Never Gonna Love Again" - 3:33

### Edição Deluxe Digital
1. "All Fall Down" - 3:07
2. "Naughty" - 3:33
3. "Absolutely Positively" (Moto Blanco Radio Mix) - 3:55
4. "I Can Feel You" (Mousse T. - Remix) - 3:25
5. "I Can Feel You" (Max Sanna & Steve Pitron Club Mix) - 7:51
6. "I Can Feel You" (Vídeo musical) - 3:42

## Críticas e recepção
Em 3 de setembro de 2008, Anastacia ouviu um álbum em uma festa que estava Bureau Club em Soho, Londres. Em 9 de setembro de 2008, 95.8 Capital FM falava que o álbum Heavy Rotation é um de seus mais fortes e variadas álbuns até à data..
A revista MSN ao ouvir o álbum em londres senti que: " O álbum parece uma caixa de música, mais a primeira música em particular é uma lembrança do que fez Anastacia um grande nome em primeiro lugar, ou seja, que grande voz, e é assim que vale a pena ouvir.
Em toda parte Heavy Rotation recebeu opiniões positivas como negativas a seu respeito.
Allmusic  o crítico Jon O'Brien deu o álbum quatro estrelas (de cinco), indicando que:
"No entanto, Heavy Rotation, seu primeiro álbum de estúdio em quase cinco anos, estabelece as guitarras em favor de mais uma coleção eclética de músicas que têm alma brilhante em tudo, desde do acústico pop-funk até o techno. […] Mas apesar das suas falhas ocasionais em classificá-lo em R&B, Heavy Rotation ainda é um charmoso e versátil álbum que tem seu registro inconfundível de voz e personalidade carimbadas por todo lado".
Maddy Costa do jornal The Guardian deu ao álbum uma mistura de críticas dizenndo: "[…] este álbum no conceito de feminilidade ele é "hardcore feminista" é embalada com I Will Survive como um tipo de hino feito para fazer as mulheres dançar em torno de bolsas. Ele é tão bom para ouvir mas tão radiante com positividade é difícil não gostam dele."
Alex Fletcher do website Digital Spy ficou muito impressionado com o álbum: "Quem comprou os três primeiros álbuns da Anastacia, ficará encantado pelo seu quarto álbum, que continua sendo bem visto. […] Igual a todos os outros, no entanto, Heavy Rotation será também um sucesso."
O tablóide The Mirror chamou Heavy Rotation de "Uma classe atuar no topo de seu jogo."
O jornal da Austrália The Independent Weekly foi muito impressionado com o álbum, dando-lhe uma classificação favorável: "Heavy Rotation é um retorno triunfal de uma incrível artista que tem viajado por dor de emergiu mais forte do que nunca."
BBC Music concluiu sobre o álbum que: "Esta é uma Anastacia feliz. Longe das as faixas escuras do álbum anterior Anastacia, substituído por baladas suaves e uma otimista discoteca, falando sobre a vida exposta ao sol."

## Acontecimentos
- Heavy Rotation foi classificado em #10 na Billboard pelos leitores na enquete "10 Melhores Álbuns do ano de 2008."[14]
- Em Novembro de 2008, Anastacia foi classificada em #14 no VH1 Europe na lista das "50 Melhores Vozes Femininas"[15]
- Em Dezembro de 2008, o vídeo de "I Can Feel You" foi classificado em #40 no VH1 Europe na lista dos 100 Melhores Vídeos de 2008.

## Turnê 2009
Anastacia confirmou a sua próxima turnê mundial dando alguns detalhes: 
| “ | Haverá uma turnê, mas eu ainda não decidi quando. Está parecendo que vai ser no final de 2009. Sei que sou um pouco diferente de outros artistas, mas eu não gosto lançar um álbum e em seguida, sair em turnê. Eu quero que as pessoas escutem a minha música e estejam muito familiarizado com ele antes do shows. Tudo o que posso confirmar é que será uma turnê mundial. Vou chegar a Ásia e Austrália e em seguida, farei uma grande turnê na Europa e em seguida, na América. Faz sentido o ultimo lugar que eu vou fazer os meus shows, por que a América foi o ultimo lugar que eu lancei o seu álbum. | ” |

## Desempenho
| Tabelas musicais                | Melhor posição | Certificação | Vendas  |
| ------------------------------- | -------------- | ------------ | ------- |
| Australian Albums Chart         | 47             |              |         |
| Austrian Albums Chart           | 6              | Ouro         | 10,000  |
| Belgian (Flanders) Albums Chart | 43             |              |         |
| Belgian (Walloon) Albums Chart  | 39             |              |         |
| Czech Albums Chart              | 17             | Platina      | 6,000+  |
| Danish Albums Chart             | 31             |              |         |
| Dutch Albums Chart              | 15             |              |         |
| European Top 100 Albums         | 6              |              | 300.000 |
| Finland Albums Chart            | 30             |              |         |
| French Albums Chart             | 60             |              | 6,000+  |
| German Albums Chart             | 13             |              |         |
| Greek Albums Chart              | 7              |              | 10.000  |
| Hungarian Albums Chart          | 31             |              |         |
| Irish Albums Chart              | 45             |              |         |
| Italian Albums Chart            | 6              | Ouro         | 50,000+ |
| Norwegian Albums Chart          | 28             |              |         |
| Polish Albums Chart             | 80             |              | 1,000   |
| Portuguese Albums Chart         | 21             |              |         |
| Russian Albums Chart            | 3              | Ouro         | 10,000+ |
| Romanian Albums Chart           | n/a            | Ouro         | 5,000+  |
| Spain Albums Chart              | 3              | Ouro         | 40,000+ |
| Swedish Albums Chart            | 15             | Ouro         | 20,000  |
| Swiss Albums Chart              | 3              | Ouro         | 15,000+ |
| UK Albums Chart                 | 17             | Prata        | 60,000+ |

## Histórico de lançamento
| Data                                       | País           | Gravadora                    |
| ------------------------------------------ | -------------- | ---------------------------- |
| 24 de Outubro 2008                         | Alemanha       | Universal                    |
| 24 de Outubro 2008                         | Itália         | Universal                    |
| 24 de Outubro 2008                         | Holanda        | Universal                    |
| 24 de Outubro 2008                         | Áustria        | Universal                    |
| 24 de Outubro 2008                         | Suíça          | Universal                    |
| 25 de Outubro de 2005                      | Austrália      | Mercury                      |
| Outubro 27, 2008                           | Europa         | Universal                    |
| Outubro 27, 2008                           | Reino Unido    | Mercury                      |
| Outubro 27, 2008                           | Ásia           | Geffen / Mercury / Universal |
| Outubro 27, 2008                           | Nova Zelândia  | Universal                    |
| 28 de Outubro de 2005                      | Espanha        | Universal                    |
| Dezembro 26, 2008 (Pacote de diapositivos) | Japão          | Universal                    |
| Fevereiro 17, 2009 (Download digital)      | Estados Unidos | Island Def Jam               |
| Março 16, 2009 (Pacote de diapositivos)    | Europa         | Universal                    |